# Sajólászlófalva, Borsod-Abaúj-Zemplén
Sajólászlófalva este un sat în districtul Miskolc, județul Borsod-Abaúj-Zemplén, Ungaria, având o populație de 434 de locuitori (2011). 

## Demografie
Componența etnică a satului Sajólászlófalva
     Maghiari (100%)
Componența confesională a satului Sajólászlófalva
     Reformați (53%)
     Fără religie (10,83%)
     Romano-catolici (5,53%)
     Greco-catolici (1,61%)
     Necunoscută (28,34%)
     Atei (0,69%)
     Alte religii (4,15%)
Conform recensământului din 2011, satul Sajólászlófalva avea 434 de locuitori. Din punct de vedere etnic, majoritatea locuitorilor (100,0%) erau maghiari.  Din punct de vedere confesional, majoritatea locuitorilor (53,0%) erau reformați, existând și minorități de persoane fără religie (10,83%), romano-catolici (5,53%) și greco-catolici (1,61%). Pentru 28,34% din locuitori nu este cunoscută apartenența confesională.